# Stockfish
Stockfish (букв. «вяленая рыба») — свободный шахматный движок с поддержкой UCI с открытым исходным кодом, доступный для различных настольных и мобильных платформ. Он разработан Марко Костальбой, Джоной Кийски, Гэри Линскоттом и Тордом Ромстадом, при большом вкладе сообщества разработчиков с открытым исходным кодом.
Stockfish занимает первые места большинства рейтинговых списков и соревнований среди компьютерных шахматных программ, и признаётся сильнейшей шахматной программой, не использующей GPU. Он выиграл неофициальный чемпионат мира по компьютерным шахматам в 6 сезоне (2014), 9 сезоне (2016), 11 сезоне (2018), 12 сезоне (2018), 13 сезоне (2018), 14 сезоне (2019), 16 сезоне (2019), 18 сезоне (2020), 19 сезоне (2020), 20 сезоне (2021), 21 сезоне (2021) и 22 сезоне (2022), а также финишировал вторым в 5 сезоне (2013), 7 сезоне (2014), 8 сезоне (2015), 15 сезоне (2019) и 17 сезоне (2020).
Stockfish произошел от Glaurung, движка с открытым исходным кодом Торда Ромстада, выпущенного в 2004 году.

## Особенности
Stockfish может использовать до 1024 потоков ЦП в многопроцессорных системах. Максимальный размер таблицы транскрипции составляет 128 ГБ. Stockfish реализует расширенный альфа-бета-поиск и использует битборды. По сравнению с другими движками, он отличается большей глубиной поиска, отчасти из-за более агрессивного альфа-бета-отсечения, и поздними сокращениями хода.
Stockfish поддерживает шахматы-960, что является одной из особенностей, которая была унаследована от Glaurung.
Поддержка баз данных шахматных окончаний Syzygy, ранее доступная в форке, которую поддерживал Рональд де Ман, была интегрирована в Stockfish в 2014 году. В 2018 году была добавлена поддержка 7-фигурных баз Syzygy, вскоре после того, как стала доступна.
В августе 2020 под влиянием бурного развития движков на основе ИИ Stockfish претерпел существенные изменения в архитектуре и стал использовать нейронные сети NNUE, оптимизированные под CPU и алгоритм поиска Stockfish наряду с традиционной оценочной функцией движка. Stockfish из классического движка стал гибридным, использующим оценочную функцию на базе нейронных сетей (есть возможность отключить использование нейронных сетей в настройках) в материально сбалансированных позициях и традиционную в остальных. Это изменение дало существенное усиление игры. После выхода очередной версии Stockfish в феврале 2024 года традиционная оценка была удалена и движок стал использовать исключительно нейронные сети, а также была добавлена дополнительная нейронная сеть, необходимая для быстрой оценки позиций.
Стиль игры Stockfish, как и у любой другой сильной программы, — универсальный, но с уклоном в тактику.
Код программы работает на алгоритме распараллеливания LAZY_SMP (внедрён в 2015 году), который прекрасно распараллеливается на больших количествах ядер/потоков.
Имеет свой порт на языке ассемблера и порт на языке Си.

## История участия вTCEC
| Сезон | Дата         | Место      | Соперник          | Счёт    | Примечания                             |
| ----- | ------------ | ---------- | ----------------- | ------- | -------------------------------------- |
| 6     | Май 2014     | Победитель | Komodo            | 35½-28½ |                                        |
| 7     | Декабрь 2014 | 2-е        | Komodo            | 30½-33½ |                                        |
| 8     | Ноябрь 2015  | 2-е        | Komodo            | 46½-53½ | Программы играли на 24-ядерном сервере |
| 9     | Декабрь 2016 | Победитель | Houdini           | 54½-45½ | 44-ядерный сервер                      |
| 10    | Ноябрь 2017  | 3-е        | Houdini Komodo    |         | Stockfish не прошёл в суперфинал1      |
| 11    | Апрель 2018  | Победитель | Houdini           | 59-41   |                                        |
| 12    | Июль 2018    | Победитель | Komodo            | 60-40   |                                        |
| 13    | Ноябрь 2018  | Победитель | Komodo            | 55-45   |                                        |
| 14    | Февраль 2019 | Победитель | Leela Chess Zero  | 50½-49½ |                                        |
| 15    | Май 2019     | 2-е        | Leela Chess Zero2 |         |                                        |
| 16    | Октябрь 2019 | Победитель | Alliestein        |         |                                        |
| 17    | Апрель 2020  | 2-е        | Leela Chess Zero  | 47½-52½ |                                        |
| 18    | Июнь 2020    | Победитель | Leela Chess Zero  | 53½-46½ |                                        |
| 19    | Октябрь 2020 | Победитель | Leela Chess Zero  |         |                                        |
| 20    | Февраль 2021 | Победитель | Leela Chess Zero  | 53-47   |                                        |
| 21    | Август 2021  | Победитель | Leela Chess Zero  | 56-44   |                                        |

1В 10 сезоне Stockfish не проиграл ни одной игры, но не прошёл в суперфинал по дополнительным параметрам (общее количество выигрышей).
2В мае 2019 Лила выиграла кубок TCEC, выиграв у Stockfish 10 в финале 5.5-4.5 (+2 =7 −1). Она также выиграла cуперфинал TCEC 15 против Stockfish.[23][24]

## Рейтинг
По состоянию на 2024 год Stockfish является лидером многих рейтинг-листов шахматных движков.